# Sunny (manga)
Sunny (サニー?, Sanī) è un manga seinen scritto e disegnato da Taiyō Matsumoto, pubblicato sulla rivista Monthly Ikki dal dicembre 2010 al settembre 2014, per poi passare alla rivista Monthly Big Comic Spirits da gennaio 2015 a luglio 2015, dell'editore giapponese Shogakukan. La versione Italiana è stata pubblicata dall'editore J-Pop a partire da marzo 2013.

## Trama
Le persone che lavorano all'orfanotrofio si prendono cura dei bambini con amore e attenzione, per esempio gli preparano il pranzo da portare a scuola o gli insegnano ad andare in bicicletta, ma questo non impedisce a un bambino chiamato Haruo di odorare ogni mattina un flaconcino di crema per le mani perché gli ricorda la mamma. Il nome Sunny viene da una macchina vecchia e rotta, abbandonata nel giardino dell'orfanotrofio. Agli adulti è vietato entrarci, come se fosse una casa sull'albero, ed è piena di libri sconci e giocattoli. Salendo su questa macchina i bambini possono immaginare di andare in qualsiasi luogo, dalla luna alla casa in cui prima vivevano con i genitori. Veniamo a conoscenza di ogni bambino dell'orfanotrofio, sbirciando tra i loro ricordi, scoprendo i loro gusti in fatto di cibo e di oggetti, le loro speranze e le loro paure per quanto riguarda il futuro. Ma soprattutto veniamo in contatto con il legame che unisce l'uno all'altro, attraverso episodi di scontri futili ma anche di promesse di aiuto e supporto.

## Volumi
| 1 | 30 agosto 2011 | ISBN 978-4-09-188557-9 | 16 marzo 2013     | ISBN 978-88-6634-404-9 |
| 1 | Capitoli - 01. "Ma dov'è Yokohama? Non lo so. Non sta dalle parti di Tokyo?" (「横浜ってどこにあるんやろ？」 「知らんわ、東京の辺ちゃうか」?, `Yoko hamatte doko ni aru n'yaro?' `Shiran wa, Tōkyō no hen chau ka') - 02. "Ma perché Dracula ha le unghie così lunghe?" "Perché non se le taglia, no?" (「ドラキュラの爪てなんで長いんやろ？」 「そら切らへんからや」?, `Dorakyura no tsumete nande nagai n'yaro?' `Sora kirahenkara ya') - 03. "Perché le femmine si mettono subito a frignare?" "Perché le lacrime delle femmine sono praticamente invincibili." (「女子てなんですぐ泣くんやろ？」 「おんなの涙は、ほぼ無敵なんや」?, `Joshite nande sugu naku n'yaro?' `On'nanonamida wa, hobo mutekina n ya') - 04. "Cosa vuoi fare da grande?" "La spia, il pilota automobilistico e il campione di boxe." (「大人になったら何になりたい？」 「スパイでレーサーでボクサーのチャンピョンや」?, `Otona ni nattara nani ni naritai?' `Supai de rēsā de bokusā no chanpyon ya') - 05. "Quando cala la notte e ti viene voglia di piangere, che fai?" "Mi metto a cantare." (「夜来て泣きたなったら、どないする？」 「オレ、歌うわ」?, `Yoru kite nakita nattara, do nai suru?' `Ore, utau wa') - 06. "Che si mangia oggi a cena?" "Mitsuko ha detto crocchette di patate." (「今日の晩ごはん、なんやろ？」 「みつこさん、コロッケや言うてたで」?, `Kyō no ban gohan, na n'yaro?' `Mitsuko-san, korokke ya yuute tade')   |                        |                   |                        |
| 2 | 29 febbraio 2012 | ISBN 978-4-09-188576-0 | 30 maggio 2015    | ISBN 978-88-6634-405-6 |
| 2 | Capitoli - 07. "Mi voglio sposare con l'abito bianco di una cappella." "Cos'è una cappella?" (「結婚式はドレス着てチャペルでやりたいねん」 「チャペルて何？」?, `Kekkonshiki wa doresu kite chaperu de yaritai nen' `chaperu tenani?') - 08. "Ma il medaka è il figlio di quale animale?" "Il medaka è il figlio del medaka." (「メダカって何の子どもなの？」 「メダカはメダカの子どもだよ」?, `Medaka ttenani no kodomona no?' `Medaka wa medaka no kodomoda yo') - 09. "Che bravo il sole, si presenta tutte le mattine." "È perché la Terra gira." (「お日さまて、えらいわ。毎朝かならず来てくれはる」 「地球がまわっとんねん」?, `O-bi-samate, erai wa. Maiasa kanarazu kite kure haru' `chikyū ga mawatton nen') - 10. "L'uomo se ha fegato, può anche volare in cielo!" "Allora, vola!" (「人間、根性あったら空かて飛べんねんで」 「よっしゃ、飛べ」?, `Ningen, konjō attara sukate toben nende' `yossha, tobe') - 11. "La voglio vedere almeno quanto non la voglio vedere?" "Io la voglio vedere!" (「会いたいのんとおなじぐらい会いたくないねん」 「オレは会いたいっ！」?, `Aitai non to onaji kurai aitakunai nen' `ore wa aita i~tsu!') - 12. "La città pare sempre arrabbiata." "Che dice grrr?" (「街ってずっと怒っとるみたいや」 「コラー言うて？」?, `Machi tte zutto okottoru mitai ya' `korā yuute?') |                        |                   |                        |
| 3 | 30 gennaio 2013 | ISBN 978-4-09-188613-2 | 30 aprile 2016    | ISBN 978-88-6883-379-4 |
| 3 | Capitoli - 13. "Quando nevica, tutto il mondo sembra stare sopra a una nuvola." (「雪ふったら、せかいが雲の上みたいや」?, `Yuki futtara, se kai ga kumonoue mitai ya') - 14. "Io da grande voglio diventare come Makio." "Anche io." (「オレ、まきおさんみたいな大人になりたいわ」 「オレかって、なりたいわ」?, `Ore, maki osan mitaina otona ni naritai wa' `ore ka tte, naritai wa') - 15. "Signora, è l'ora del tè." "La ringrazio tanto che mi avesse invitato. Oh! Oh! Oh!" (「おくさま、お茶の時間ですわよ」 「およばれしますわでございますわよ。おほほ」?, `O kusa ma, ocha no jikandesu wa yo' `oyoba re shimasu wadegozaimasu wa yo. O hoho') - 16. "Se dopo che vado in TV qualcuno mi ingaggia?" "Diventi una star." (「テレビ出てスカウトされたらどないしよ」 「スター誕生や」?, `Terebi dete sukauto sa retarado nai shiyo' `sutā tanjō ya') - 17. "Se avessi dei grandi magazzini venderei giocattoli a ogni piano." "Sarebbe solo un grande negozio di giocattoli." (「オレのデパートあったら、ぜんぶの階オモチャ売り場にするわ」 「それはでっかいオモチャ屋いうねん」?, `Ore no depāto attara, zenbu no kai omocha uriba ni suru wa' `sore wa dekkai omocha-ya iu nen') - 18. "Gatto miao, cane bau baiu." "Maiale oink oink, mucca muu muu" (「猫、ニャンニャニャン 犬、ワンワンワン」 「豚、ブーブーブー 牛、モーモーモー」?, `Neko, nyan' nyan nyan inu, wan wan wan' `buta, bū bū bū ushi, mō mō mō') |                        |                   |                        |
| 4 | 30 ottobre 2013 | ISBN 978-4-09-188635-4 | 27 luglio 2016    | ISBN 978-88-6883-677-1 |
| 4 | Capitoli - 19. "Sarà dio a far cadere la pioggia?" "Be', anche lui ogni tanto avrà voglia di piangere." (「神さまが、雨ふらせるんやろか？」 「神さんかって、泣きたなるとき、あるんやろ」?, `Kamisama ga, ame fura seru n'yaro ka?' `Kami-san katte, nakita naru toki, aru n'yaro') - 20. "Odio il daikon." "Ma dai, odora di puzzetta." (「ダイコン嫌いや」 「なんや、おならのにおいする」?, `Daikon-girai ya' `nan ya, onara no nioi suru') - 21. "Cosa si fa tra fidanzati?" "Ci si tiene la mano e ci si danno i bacini." (「こいびとどうしって、ナニするん？」 「おててつないで、チューするねん」?, `Koi bito-dōshi tte, nani suru n?' `O tete tsunaide, chū suru nen') - 22. "Quanto fate casino..." "Sì, facciamo casino!" (「はしゃいどるのぉ…」 「はしゃいどるでぇ〜」?, `Hashi ~yaidoruno~o…' `hashi ~yaidorude~e 〜') - 23. "Ma le mele sono verdi, mica blu." "Verdemela!" (「あおリンゴって、みどりとちゃうん？」 「みどりんご！」?, `Ao ringo tte, Midori to chau n?' `Midori n go!') - 24. "Auh auh ah." "Uooh uuuoh." (「あうあうあ」 「うぉううぉ」?, `Au au a' `u ~ouu~o') |                        |                   |                        |
| 5 | 30 maggio 2014 | ISBN 978-4-09-188654-5 | 28 settembre 2016 | ISBN 978-88-6883-687-0 |
| 5 | Capitoli - 25. "Di caldo fa estate." "Il tum mi fa cuore-cuore." (「あつがなついわ」 「ドキがむね！」?, `Atsu ga natsui wa' `doki ga mune!') - 26. "Tremila miglia alla ricerca della mamma." "Quante sono tremila miglia?" (「母をたずねて三千里やね」 「さんぜんりって遠いんか？」?, `Haha wo tazunete sanzenri ya ne' `sanzenri tte tōi n ka?') - 27. "L'altro giorno mi è uscito talmente tanto muco che pareva mi fosse uscito il cervello!" "Tanto non ce l'hai mai avuto, il cervello!" (「こないいっぱいはな水でたら、脳みそでてまう」 「ほな、お前もう脳みそないで」?, `Konai ippai Hana mizudetara, nōmi sodete mau' `hona, omae mō nōmi sonaide') - 28. "Ero-Kenji, come butta?" "Hai mica raccattato qualche spiccio?" (「エロケン、ごきげんやな」 「でもひろたんやろ」?, `Eroken, goki gen'ya na' `demo hirota n'yaro') - 29. "Chissà se l'arcobaleno è caldo, se lo tocchi..." "Per me, la parte azzurra è fredda." (「虹って、さわったらあついんやろか？」 「青い部分は、つべたいやろ」?, `Niji tte, sawattara atsui n'yaro ka?' `Aoi bubun wa, tsubetaiyaro') - 30. "Quando viene il tifone, dove vanno a dormire gli uccelli?" (「台風きとる日は、鳥たちどこでねるんやろ？」?, `Taifūki toru hi wa, tori-tachi doko de neru n'yaro?') |                        |                   |                        |
| 6 | 30 ottobre 2015 | ISBN 978-4-09-188685-9 | 26 ottobre 2016   | ISBN 978-88-6883-688-7 |
| 6 | Capitoli - 31. "La rana fa boing boing, tre, boing boing." "Mettendole insieme, bonck bonck, sei bonck bonck." (「カエルピョコピョコミピョコピョコ」 「あわせてボコボコムボコボコ」?, `Kaeru pyoko pyoko mi pyoko pyoko' `awasete boko boko mu boko boko') - 32. "Amo il luna park!" "Da grandi vivremo in una luna park." (「ゆうえんち好きや」「大人になったらゆうえんちでくらすわ」?, `Yū en chi suki ya'`otona ni nattara yū en chide kurasu wa') - 33. "Ero-Ken è uno zozzone." "Sporcaccione, guardone, palpeggione." (「エロケンはエロエロ」 「エッチスケッチワンタッチ」?, `Eroken wa eroero' `etchi suketchi wantatchi') - 34. "Il cielo è un timidone." "È diventato tutto rosso." (「空てれとんねん」 「真っ赤になっとんねん」?, `Sora tere ton nen' `makka ni natton nen') - 35. "Vergine, capricorno..." "Margine, copriforno..." (「おとめ座、やぎ座…」 「モナリザ、便座」?, `Otome-za, yagi-za…' `Monariza, benza') - 36. "Sono a casa, sono a casa." "Bentornato." (「ただいま ただいま」 「おかえりなさい」?, `Tadaima tadaima' `okaerinasai') - Capitolo finale. "Pioggia, successivamente cielo coperto." "Cielo coperto, successivamente schiarite." (「雨のちくもり」 「くもりのち晴れ」?, `Ame no chiku mori' `kumori nochi hare') |                        |                   |                        |

## Accoglienza
Il 21 gennaio 2016 la giuria dei 61esimi Shogakukan Manga Awards ha premiato Sunny, a pari merito con il manga Umimachi Diary di Akimi Yoshida, nella categoria miglior manga dell'anno. Il 29 ottobre 2016, in occasione cinquantesimo Lucca Comics & Games, Sunny risulta vincitore  dei Gran Guinigi nella categoria miglior serie.